# I Just Want to Make Love to You
I Just Want to Make Love to You ist ein Bluessong, den Willie Dixon für Muddy Waters geschrieben hat. Er hieß zunächst Just Make Love to Me, wurde 1954 auf Chess (Kat. No. 1571) veröffentlicht und wurde ein großer Erfolg (Platz 4 der Billboard Black Singles Charts). Der Song wurde von Waters 1968 nochmals für sein Album Electric Mud aufgenommen.

## Text
Der Song handelt von einem Mann, der von seiner Frau nichts will, was von einer Frau in der damaligen Zeit erwartet wird.
I don’t want you to wash my clothes
I don’t want you to keep my home
I don’t want your money too
I just want to make love to you

## Besetzung der Originalversion
- Gitarre, Gesang – Muddy Waters
- Bass – Willie Dixon
- Schlagzeug – Fred Below
- Gitarre – Jimmy Rogers
- Harmonika – Little Walter
- Piano – Otis Spann[5]

## Coverversionen
- Der Song war die B-Seite von Etta James erstem Hit At Last.
- Die Bluesrockgruppe Foghat nahm den Titel für ihr erstes Album auf; die veröffentlichte Single erreichte Platz 83 in den Billboard Hot 100. Der Song wurde der erste Hit für die Band.
- 1967 erschien der Titel auf dem Album Superblues von Bo Diddley, Muddy Waters und Little Walter.
- Der Song wurde unter anderem von Willie Dixon, The Rolling Stones (1964, mit leicht verändertem Text), Chuck Berry, The Sensational Alex Harvey Band, The Smashing Pumpkins, The Grateful Dead, Buddy Guy, Mungo Jerry, The Kinks, Robben Ford, Van Morrison, Lou Rawls, The Righteous Brothers, The Yardbirds, The Animals, James Blood Ulmer, Junior Wells, Memphis Slim, Bo Diddley, Johnny Otis, Paul Rodgers und Eddy Clearwater, sowie Cliff Richard (2010, Brass-Version) aufgenommen.[6]